# Lymanopoda zoippus
Lymanopoda zoippus är en fjärilsart som beskrevs av Druce 1876. Lymanopoda zoippus ingår i släktet Lymanopoda och familjen praktfjärilar. Inga underarter finns listade i Catalogue of Life.